# Ага
Ага (тур. ağa — „вођа”, „владар”, писано и као agha), титула коришћена у Османском царству за грађанског и војног вођу. Ага значи и „газда, добростојећи грађанин, господар, првак, велепоседник”.
У Османском царству, укључујући и Босански вилајет, овај израз се употребљавао за командире различитих грана војне службе. Заповедник јањичара је био познат као Ага јањичара. Заповедници турске плаћене војске су увек имали додатак као нпр. азап-ага, бешли-ага.
Додаје се и као титула иза личног имена, нпр. Ахмет-ага, Смаил-ага или чак потпуно спаја као Ахметага, Смаилага, Мујага.
Касније, нарочито у 19. веку, ага је постао назив за виђенијег господина, који је углавном био одшколован или је пак заузимао важно бирократско место. Исто као и бег, титула аге је попримила смисао „господина”.
Ага је такође честа титула и презиме у Пакистану и Авганистану, нпр. Ага Кан (Agha Khan).